# Karl Roberson
Karl Roberson (Neptune, 4 de outubro de 1990) é um lutador de artes marciais mistas americano. Compete no Ultimate Fighting Championship (UFC) na categoria de peso médio.

## Início
Criado em Neptune, New Jersey, Roberson jogou baseball na Neptune High School.

## Carreira no MMA

### Ultimate Fighting Championship
Ele fez sua estreia no UFC em 11 de Novembro de 2017 contra Darren Stewart no UFC Fight Night: Poirier vs. Pettis. Ele venceu a luta por finalização no primeiro round.
Roberson enfrentou Cezar Ferreira em 12 de maio de 2018 no UFC 224. Ele perdeu a luta por finalização no primeiro round.
Roberson enfrentou Jack Marshman em 3 de novembro de 2018 no UFC 230. He win the fight via unanimous decision.
Roberson aceitou enfrentar Glover Teixeira de última hora na divisão dos meio pesados em 19 de Janeiro de 2019 no UFC Fight Night: Cejudo vs. Dillashaw. Roberson substituiu Ion Cuțelaba que teve que se retirar da luta devido a uma lesão. Roberson perdeu a luta por finalização no primeiro round.
Roberson enfrentou Wellington Turman em 13 de Julho de 2019 no UFC Fight Night: de Randamie vs. Ladd. Roberson venceu a luta em uma controversa decisão dividida.
Roberson enfrentou o estreante Roman Kopylov em 9 de Novembro de 2019 no UFC Fight Night: Zabit vs. Kattar. Ele venceu por finalização no terceiro round.

## Cartel no MMA
| Cartel no MMA   |            |            |
| 15 lutas        | 9 vitórias | 6 derrotas |
| Por nocaute     | 2          | 2          |
| Por finalização | 4          | 4          |
| Por decisão     | 3          | 0          |

| Res.    | Cartel | Oponente            | Método                                   | Evento                                | Data       | Round | Tempo | Local                      | Notas                             |
| ------- | ------ | ------------------- | ---------------------------------------- | ------------------------------------- | ---------- | ----- | ----- | -------------------------- | --------------------------------- |
| Derrota | 9–6    | Kennedy Nzechukwu   | Nocaute técnico (cotoveladas)            | UFC on ESPN: dos Anjos vs. Fiziev     | 09/07/2022 | 3     | 2:19  | Las Vegas, Nevada          |                                   |
| Derrota | 9–5    | Khalil Rountree Jr. | Nocaute técnico (chute no corpo e socos) | UFC Fight Night: Santos vs. Ankalaev  | 12/03/2022 | 2     | 0:25  | Las Vegas, Nevada          |                                   |
| Derrota | 9-4    | Brendan Allen       | Finalização (chave de tornozelo)         | UFC 261: Usman vs. Masvidal 2         | 24/04/2021 | 1     | 4:55  | Jacksonville, Flórida      |                                   |
| Derrota | 9-3    | Marvin Vettori      | Finalização (mata-leão)                  | UFC Fight Night: Eye vs. Calvillo     | 13/06/2020 | 1     | 4:27  | Las Vegas, Nevada          | Roberson não bateu o peso.        |
| Vitória | 9-2    | Roman Kopylov       | Finalização (mata-leão)                  | UFC Fight Night: Zabit vs. Kattar     | 09/11/2019 | 3     | 4:01  | Moscou                     |                                   |
| Vitória | 8-2    | Wellington Turman   | Decisão (dividida)                       | UFC Fight Night: de Randamie vs. Ladd | 13/07/2019 | 3     | 5:00  | Sacramento, California     | Volta aos Médios.                 |
| Derrota | 7-2    | Glover Teixeira     | Finalização (triângulo de mão)           | UFC Fight Night: Cejudo vs. Dillashaw | 19/01/2019 | 1     | 3:21  | Brooklyn, New York         | Luta nos Meio Pesados.            |
| Vitória | 7-1    | Jack Marshman       | Decisão (unânime)                        | UFC 230: Cormier vs. Lewis            | 03/11/2018 | 3     | 5:00  | New York City, New York    |                                   |
| Derrota | 6-1    | Cezar Ferreira      | Finalização (triângulo de mão)           | UFC 224: Nunes vs. Pennington         | 12/05/2018 | 1     | 4:45  | Rio de Janeiro             |                                   |
| Vitória | 6-0    | Darren Stewart      | Finalização (mata-leão)                  | UFC Fight Night: Poirier vs. Pettis   | 11/11/2017 | 1     | 3:41  | Norfolk, Virginia          | Estreia no UFC; Volta aos Médios. |
| Vitória | 5-0    | Ryan Spann          | Nocaute (cotoveladas)                    | Dana White's Contender Series 3       | 25/07/2017 | 1     | 0:15  | Las Vegas, Nevada          |                                   |
| Vitória | 4-0    | Derrick Brown       | Finalização (chave de braço)             | CFFC 65: Brady vs. Saraceno           | 20/05/2017 | 1     | 1:01  | Philadelphia, Pennsylvania | Estreia nos Meio Pesados.         |
| Vitória | 3-0    | Elijah Gbollie      | Nocaute Técnico (socos)                  | Shogun Fights 16                      | 08/04/2017 | 1     | 1:50  | Baltimore, Maryland        |                                   |
| Vitória | 2-0    | Michael Wilcox      | Finalização (chave de braço)             | CFFC 50: Smith vs. Williams           | 18/07/2015 | 1     | 3:11  | Atlantic City, New Jersey  | Peso Casado (192 lbs).            |
| Vitória | 1-0    | Chike Obi           | Decisão (unânime)                        | Ring of Combat 51                     | 05/06/2015 | 3     | 5:00  | Atlantic City, New Jersey  |                                   |